# СД Ловћен Цетиње
Спортско друштво Ловћен је спортско друштво са Цетиња, Црна Гора. По традицији, броју титула и историјским резултатима једно је од најуспјешнијих спортских друштава у Црној Гори. У оквиру организације СД Ловћен тренутно делује 13 клубова у 10 различитих спортова.

## Клубови СД Ловћен
| Спорт   | Име клуба         | Основан |
| ------- | ----------------- | ------- |
| Фудбал  | ФК Ловћен         | 1913.   |
| Кошарка | КК Ловћен         | 1947.   |
| Одбојка | ЖОК Ловћен Цетиње | 1980.   |
| Рукомет | РК Ловћен         | 1949.   |